# Hallstedt
Hallstedt ist ein Ortsteil der Stadt Bassum im niedersächsischen Landkreis Diepholz. In dem Dorf leben knapp 200 Einwohner.

## Geografie

### Lage

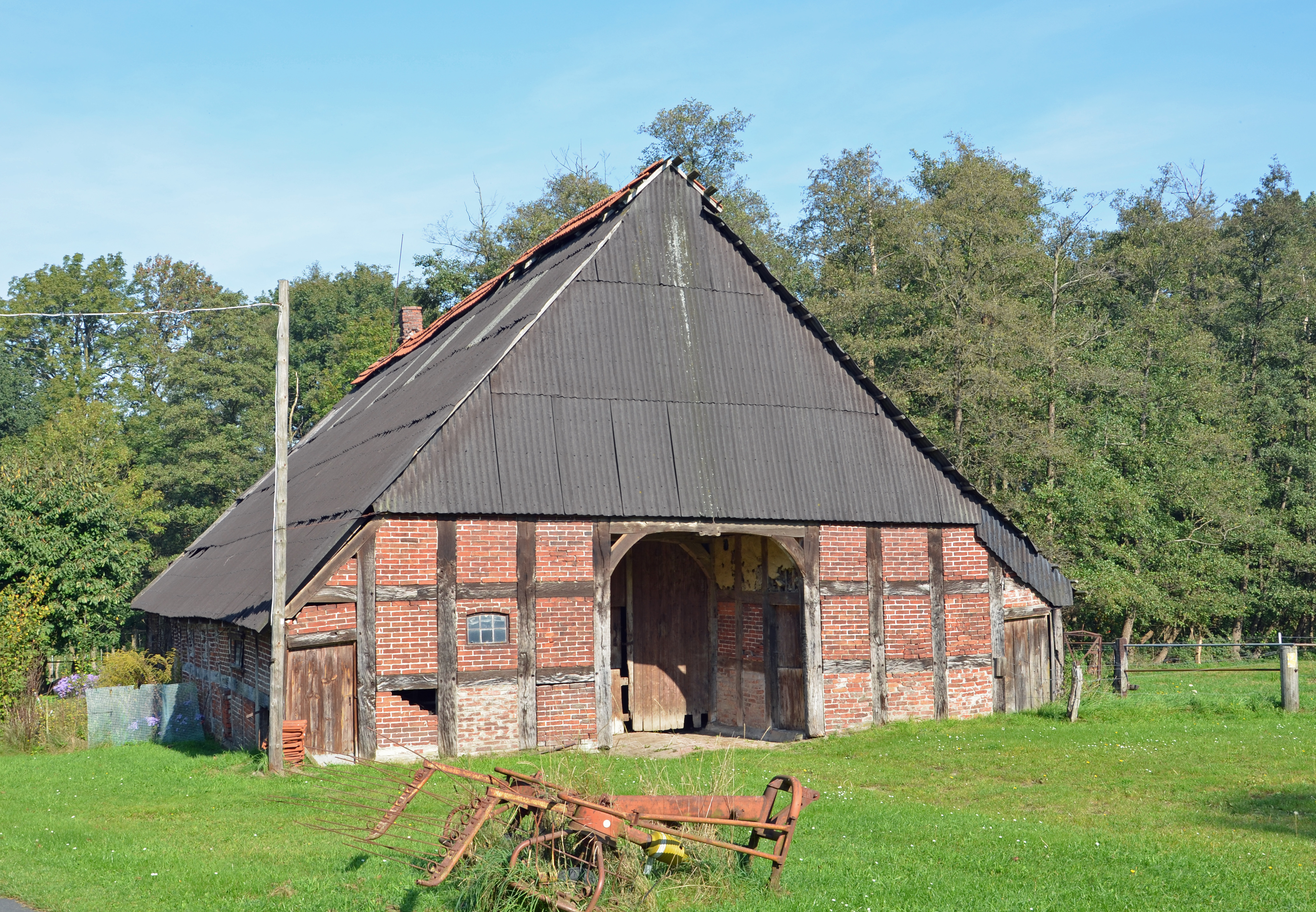
Wohn- und Wirtschaftsgebäude Hallstedt 16a

Hallstedt liegt im südöstlichen Bereich der Stadt Bassum, sechs Kilometer südöstlich vom Kernort Bassum entfernt. Die Ortschaft Hallstedt besteht nur aus Hallstedt.
Westlich 1,5 Kilometer entfernt liegt das rund 261 Hektar große Naturschutzgebiet „Hachetal und Freidorfer Hachetal“, das sich bis Syke erstreckt.

### Nachbarorte
Nachbarorte sind – von Norden aus im Uhrzeigersinn – Neubruchhausen, Menninghausen und Albringhausen.

## Geschichte
Seit der Gebietsreform, die am 1. März 1974 in Kraft trat, ist die vorher selbstständige Gemeinde Hallstedt eine von 16 Ortschaften der Stadt Bassum.

## Politik
| Ortschaft Hallstedt (seit 1974) | Ortschaft Hallstedt (seit 1974) | Ortschaft Hallstedt (seit 1974) | Ortschaft Hallstedt (seit 1974) |
| Amtszeit                        | Amtszeit                        | Name                            | Partei                          |
| ------------------------------- | ------------------------------- | ------------------------------- | ------------------------------- |
| 19. September 1974              | 14. November 1976               | Johann Rohlfs                   |                                 |
| 15. November 1976               | 24. November 1996               | Heinrich Eickhorst              | CDU                             |
| 24. November 1996               | 2016                            | Jürgen Vitters                  | CDU                             |
| 2016                            | heute                           | Arne Engelke-Denker             | CDU                             |

## Einwohnerentwicklung
| Jahr      | 1925 | 1933 | 1939 | 1975 | 1980 | 1985 | 1990 | 1995 | 1997 | 1998 | 1999 | 2015 | 2020 |
| --------- | ---- | ---- | ---- | ---- | ---- | ---- | ---- | ---- | ---- | ---- | ---- | ---- | ---- |
| Einwohner | 270  | 234  | 228  | 191  | 187  | 190  | 165  | 178  | 181  | 177  | 175  | 204  | 198  |

## Straßen
Hallstedt liegt an der Kreisstraße K 127 von Bassum (Kernort) nach Albringhausen, fernab des großen Verkehrs:
- Die Bundesautobahn 1 verläuft 22 km entfernt nordwestlich.
- Die von Bassum (Kernort) über Twistringen, Barnstorf und Diepholz nach Osnabrück führende Bundesstraße 51 verläuft westlich, acht Kilometer entfernt.
- Die von Bassum (Kernort) über Sulingen und Uchte nach Minden führende Bundesstraße 61 verläuft westlich, fünf Kilometer entfernt.
- Die Bundesstraße 6 von Bremen über Nienburg nach Hannover verläuft östlich in sieben Kilometer Entfernung.

In Hallstedt gibt es keine Straßenbezeichnungen, sondern nur Hausnummern, nach denen sich Einwohner, Postboten, Lieferanten und Besucher orientieren müssen.

## Baudenkmale

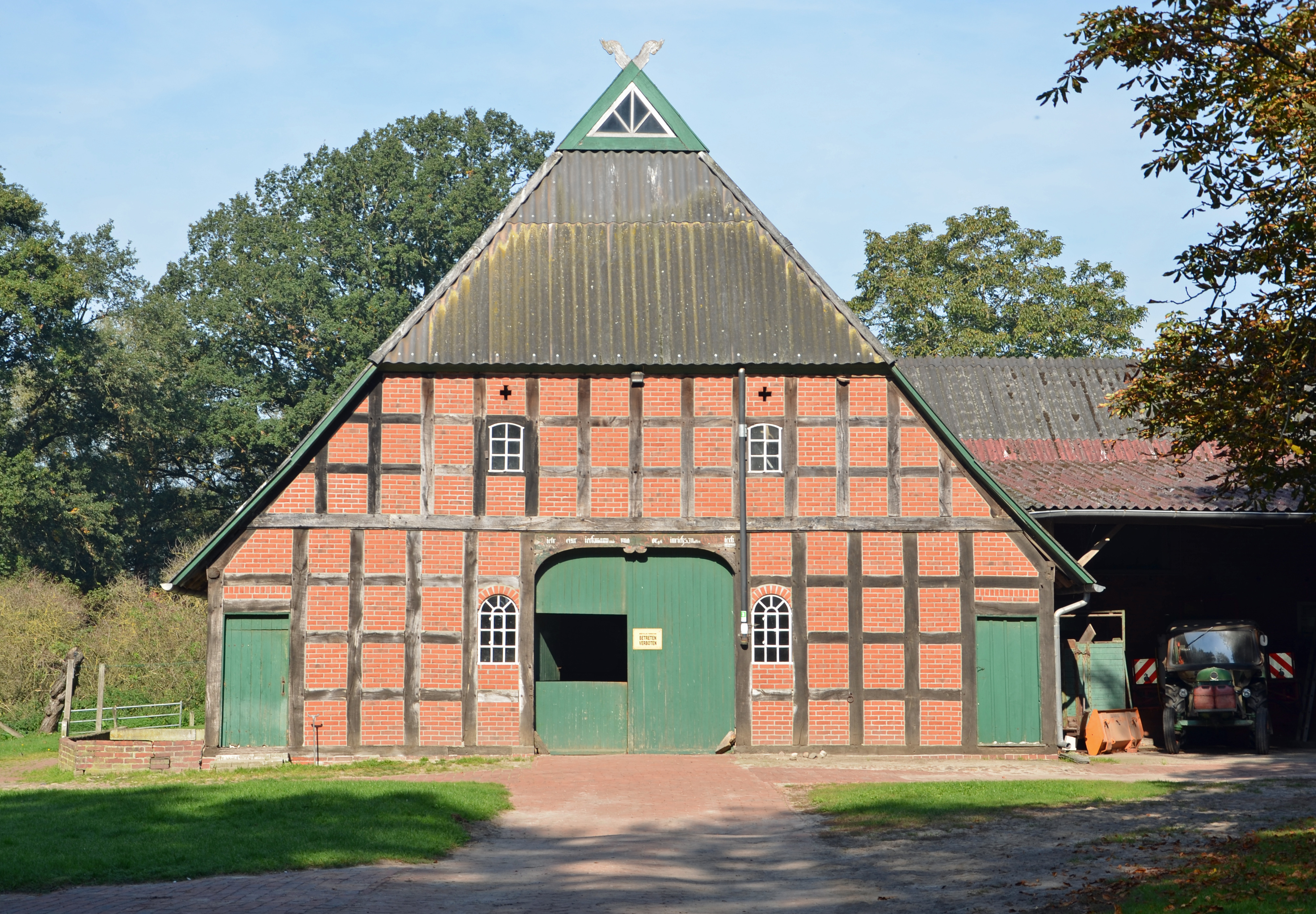
Wohn- und Wirtschaftsgebäude Hallstedt 18

In der Liste der Baudenkmale in Bassum sind für Hallstedt zwei Baudenkmale aufgeführt:
- Wohn- und Wirtschaftsgebäude Hallstedt 16a von 1593
- Wohn- und Wirtschaftsgebäude Hallstedt 18 von 1862